# Mycerinus
Mycerinus je rod rostlin se třemi druhy, náležící do čeledi vřesovcovité. Mycerinus, nazývaný také Menkaure, byl faraonem, vládcem Egypta.

## Popis
Terestrické nebo epifitické keře. Listy úzké, okraje listů podvinuté. Květy 1–2 cm dlouhé, dužnaté, koruna zvonkovitě cylindrická. Plody červenavě purpurové.

## Výskyt
Guyanská vysočina, 1300–2700 m n. m.

## Druhy
- Mycerinus chimantensis
- Mycerinus sclerophyllus
- Mycerinus viridiflorus